# Alt Jabel
Alt Jabel ist ein Ortsteil der Gemeinde Vielank im Landkreis Ludwigslust-Parchim in Mecklenburg-Vorpommern.

## Geografie und Verkehrsanbindung
Alt Jabel liegt nordöstlich des Kernortes von Vielank. Die Landesstraße L 06 verläuft südwestlich. Die Landesgrenze zu Niedersachsen verläuft 7 km entfernt westlich. Im ehemaligen Kreis Ludwigslust war und ist Alt Jabel durch das bereits seit 1952 existierende Waldbad und das Schwimmlager auf dem ehemaligen Schulgelände und im Waldbad bekannt geworden.

## Geschichte
Alt Jabel wurde bereits als Jabele 1291 erstmals erwähnt.
Aufgrund des großflächigen Waldbrandes, der am 30. Juni 2019 auf dem ehemaligen Truppenübungsplatz Lübtheen ausbrach, wurde der Ort in der Nacht vom 30. Juni auf den 1. Juli evakuiert. Erst am 6. Juli 2019 konnten die etwa 280 Einwohner wieder zurück in ihre Häuser bzw. Wohnungen.

## Sehenswürdigkeiten

### Baudenkmale

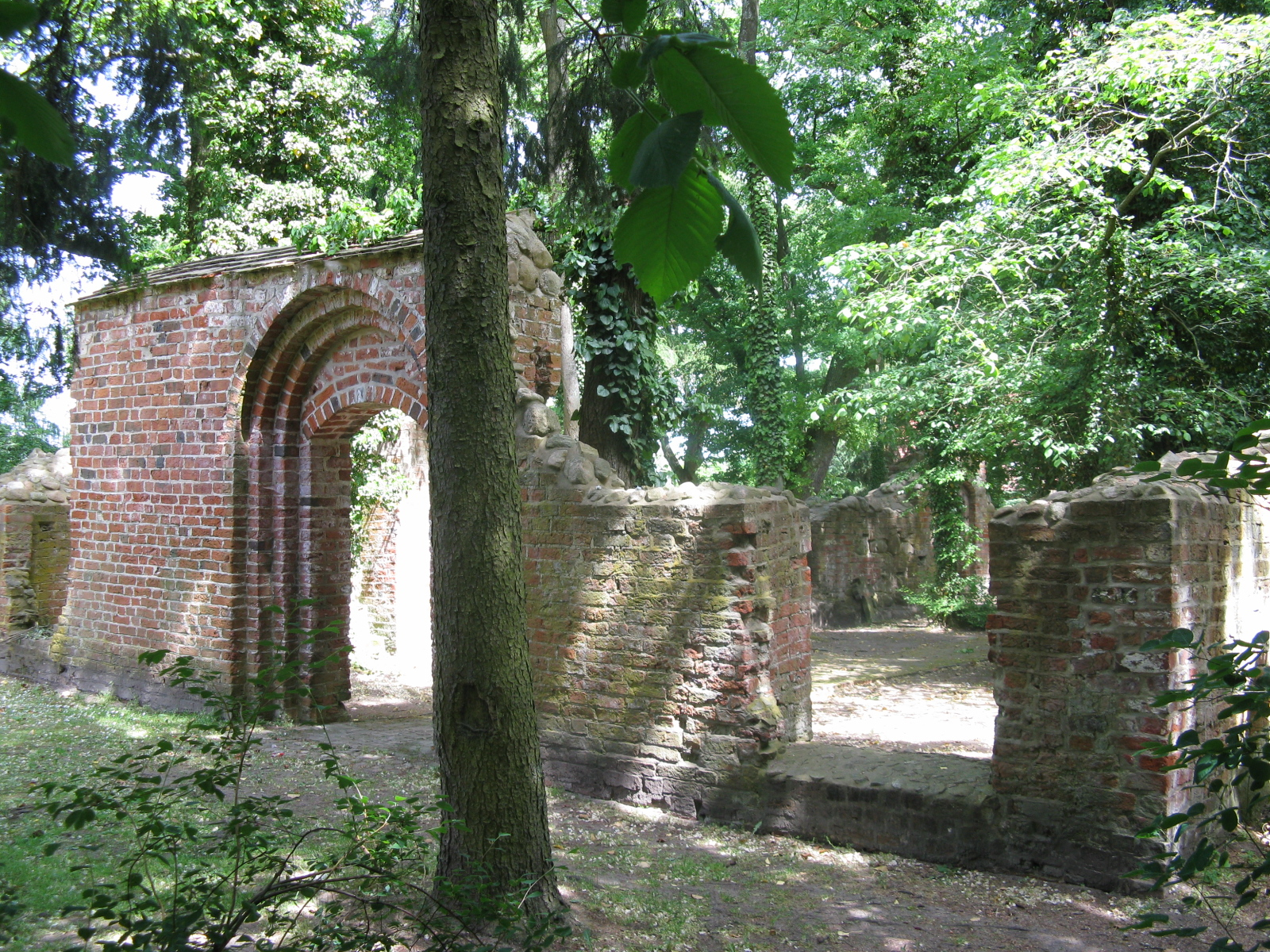
Ruine der gotischen Michaeliskirche (2008)

In der Liste der Baudenkmale in Vielank sind für Alt Jabel 17 Baudenkmale aufgeführt, darunter
- die neugotische Backsteinkirche von 1908 mit eingezogenen Chor. Sie wurde nach Plänen des Architekten Friedrich Pries neben der Ruine der Michaeliskirche erbaut.
- die Kirchenruine im Kirchweg. Die Ruine der Michaeliskirche von 1256 mit Rundbogen wurde aus Feldsteinen errichtet. Die Kirche bestand bis um 1908, danach wurde der hölzerne Turm abgetragen, der Rest verfiel.
- der ehemalige Bahnhof mit Güterschuppen
- die ehemalige Schule
- die Friedhofskapelle
- der ehemalige Pfarrstall, in welchem in der Sommersaison Dat lütt Museum geöffnet ist.[4]